# Верше (Польща)
Верше (пол. Wiersze) — село в Польщі, у гміні Чоснув Новодворського повіту Мазовецького воєводства.
Населення — 89 осіб (2011).
У 1975-1998 роках село належало до Варшавського воєводства.

## Демографія
Демографічна структура станом на 31 березня 2011 року:
|          | Загалом | Допрацездатний вік | Працездатний вік | Постпрацездатний вік |
| -------- | ------- | ------------------ | ---------------- | -------------------- |
| Чоловіки | 54      | 5                  | 44               | 5                    |
| Жінки    | 35      | 5                  | 19               | 11                   |
| Разом    | 89      | 10                 | 63               | 16                   |